# Eliseu (futebolista)
Eliseu Pereira dos Santos ComM (Angra do Heroísmo, Açores, 1 de Outubro de 1983) é um ex-futebolista português, que atuava como defesa esquerdo.

## Clubes

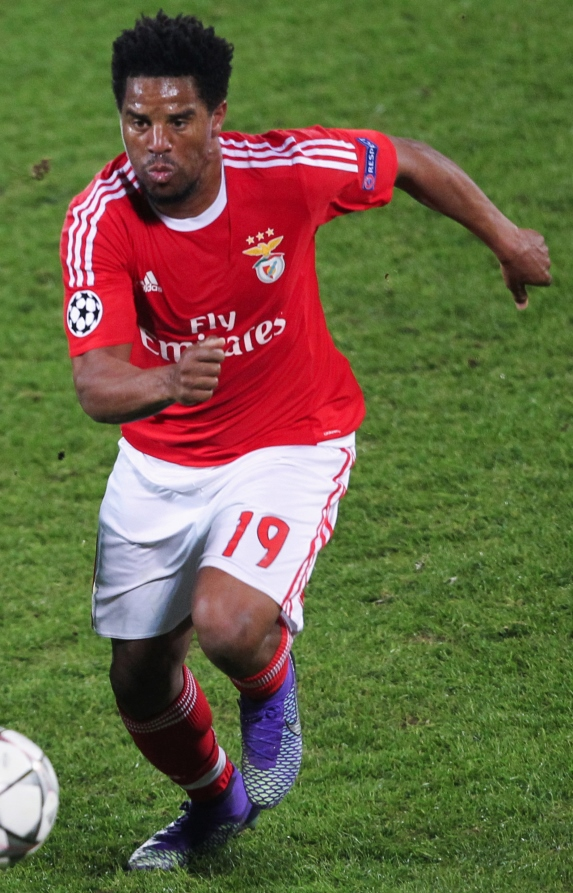
Eliseu Pereira em 2016, durante jogo pela Liga dos Campeões da UEFA.

Em 2002/2003, efectuou a sua estreia na divisão maior do futebol português pelo Belenenses, que o tinha contratado ao Sport Club Marítimo de Angra do Heroísmo.
Na época de estreia, faz apenas uma partida, mas marcou um golo nesse mesmo jogo.
Em 2003/2004, foi mais utilizado: 24 jogos e mais 1 golo. Em 2004/2005, continua em Belém, mas é muito pouco utilizado: apenas participou em 10 partidas. Na temporada seguinte, é emprestado ao Varzim, que competia na Liga de Honra. Em 15 jogos, apontou 3 golos. Em 2006/2007, regressou a Belém, onde em 17 jogos, marcou um golo.
Em 2007/2008, assinou pelos espanhóis do Málaga, que competia na LIGA BBVA (equivalente a Liga de Honra portuguesa), participou em 37 jogos, apontando 3 golos. Em 2008/2009, foi uma das estrelas do Málaga, que regressou esta temporada ao principal campeonato de Espanha.
No início da época 2009/2010, foi anunciada a sua transferência para a Lazio, do campeonato italiano.
Transferiu-se para o Málaga, no Verão de 2010. Assina um contrato de quatro anos, e volta assim a uma casa que lhe é conhecida.
No Verão de 2014, voltou a Portugal, juntando-se ao SL Benfica, e acabou a carreira em 2018 com o clube das Águias.

## Selecção Portuguesa
Em fevereiro de 2009, foi convocado por Carlos Queiroz para um jogo amigável de preparação para as Eliminatórias da Copa do Mundo FIFA de 2010, contra a Finlândia; até então já tinha sido internacional sub-20 e sub-21 português por 2 vezes cada.
A 10 de julho de 2016, foi feito Comendador da Ordem do Mérito.

## Títulos
Málaga
- Torneio da Costa do Sol: 2011, 2012

Benfica
- Supertaça Cândido de Oliveira: 2014
- Primeira Liga: 2014–15, 2015–16, 2016–17
- Taça da Liga: 2014–15

Seleção Portuguesa
- Campeonato Europeu: 2016